# Incognegro
Az Incognegro Ludacris független debütáló albuma, azelőtt adta ki, mielőtt a Def Jam Recordshoz szerződött. 300 000 darab kelt el belőle. A számok nagy része a Back for the First Time-on is szerepel. Az albumot 2000. május 16-án adták ki.
1. Intro 0:15
2. U Got a Problem? 5:06
3. Game Got Switched 4:09
4. 1st & 10 3:42
5. It Wasn't Us 4:33
6. Come on Over (Skit) 1:02
7. Hood Stuck 4:25
8. Get Off Me 2:45
9. Mouthing Off 3:00
10. Midnight Train 4:52
11. Ho (Skit) 0:42
12. Ho 2:50
13. Tickets Sold Out (Skit) :32
14. Catch Up 4:16
15. What's Your Fantasy – ft. Shawnna 4:35
16. Rock and a Hard Place 4:21